# Спокан
Спока̀н (на английски: Spokane, звуков файл и буквени символи за произношение , ) е град в окръг Спокан, щата Вашингтон, САЩ. Спокан е с население от 202 319 жители (2008) и обща площ от 151,6 km². Намира се на 724 m надморска височина. ЗИП кодът му е 99201, а телефонният му код е 509.

## Побратимени градове
|  | Държава    | Град          |
|  | Южна Корея | Чечхон        |
|  | Япония     | Нишиномия     |
|  | Китай      | Дзилин (град) |
|  | Ирландия   | Лимерик       |
|  | ---------- | ------------- |